# Nati nel 1996/Senza giorno specificato
| Questa pagina contiene informazioni ricavate automaticamente dalle voci biografiche con l'ausilio del template Bio e di un bot. L'aggiornamento è periodico e automatico e ricostruisce completamente la pagina. Se manca una persona in questa lista, sei pregato di non aggiungerla, ma accertati piuttosto che la sua voce biografica contenga il template Bio e che i dati anagrafici siano correttamente compilati. Se il template Bio manca, inseriscilo tu stesso o, in alternativa, metti l'avviso {{tmp\|Bio}} che ne segnala la mancanza. Se i dati riportati sono sbagliati, correggi direttamente la voce biografica; le modifiche saranno visibili in questa lista entro pochi giorni. Per chiarimenti vedi il progetto biografie. La lista contiene solo le 108 persone che sono citate nell'enciclopedia e per le quali è stato implementato correttamente il template Bio. Pagina aggiornata al 1 gen 2023. |

- Lumor Agbenyenu, calciatore ghanese
- Dele Alli, calciatore inglese
- Katharina Althaus, saltatrice con gli sci tedesca
- Fábio Samuel Amorim Silva, calciatore portoghese
- Oskar Åsbrink, speedcuber svedese
- Marco Asensio, calciatore spagnolo
- Patrick Asmah, calciatore ghanese
- David Atanga, calciatore ghanese
- Lawrence Ati-Zigi, calciatore ghanese
- Zakaria Bakkali, calciatore belga
- Wade Baldwin, cestista statunitense
- Toma Bašić, calciatore croato
- Dylan Batubinsika, calciatore francese
- Dženis Beganović, calciatore bosniaco
- Matteo Berrettini, tennista italiano
- Peter White, cantautore italiano
- Emmanuel Boateng, calciatore ghanese
- David Bollo, calciatore spagnolo
- Benjamin Bonzi, tennista francese
- Devin Booker, cestista statunitense
- Bresh, rapper italiano
- Kungs, disc jockey francese
- Carlotta Cambi, pallavolista italiana
- Ross Stewart, calciatore scozzese
- Alberto Cerri, calciatore italiano
- Anya Chalotra, attrice britannica
- Aníbal Chalá, calciatore ecuadoriano
- Yemaneberhan Crippa, mezzofondista italiano
- Josh Cullen, calciatore inglese
- Dominique Devenport, attrice, ballerina e modella svizzera
- Adama Diakhaby, calciatore francese
- Rieke Dieckmann, calciatrice tedesca
- Godfred Donsah, calciatore ghanese
- Cloves, cantautrice australiana
- Nicolás Durán, attore cileno
- Nabil Emad, calciatore egiziano
- Aitor Embela, calciatore equatoguineano
- Óscar Estupiñán, calciatore colombiano
- Christopher Eubanks, tennista statunitense
- Erik Expósito, calciatore spagnolo
- Junior Flemmings, calciatore giamaicano
- D'Onta Foreman, giocatore di football americano statunitense
- Maalique Foster, calciatore giamaicano
- Daniel Elahi Galán, tennista colombiano
- Jake Gougeon, ex sciatore alpino canadese
- Hugo Grenier, tennista francese
- Chencho Gyeltshen, calciatore bhutanese
- Karim Hafez, calciatore egiziano
- Nicholas Hagen, calciatore guatemalteco
- Rodri, calciatore spagnolo
- Tom Holland, attore britannico
- Ajdin Hrustic, calciatore australiano
- Hwang In-beom, calciatore sudcoreano
- Jefferson Intriago, calciatore ecuadoriano
- Maksym Jevtušenko, lottatore ucraino
- Joca, calciatore portoghese
- Tyus Jones, cestista statunitense
- Prosper Kasim, calciatore ghanese
- Johannes Høsflot Klæbo, fondista norvegese
- Qazim Laçi, calciatore albanese
- Yung Snapp, produttore discografico e rapper italiano
- Yumi Lambert, supermodella belga
- Staci Mannella, sciatrice alpina statunitense
- Jocelyn McCarthy, ex sciatrice alpina canadese
- Baher Elmohamady, calciatore egiziano
- Federico Mussini, cestista italiano
- Alexander Mutiso, maratoneta e mezzofondista keniota
- Emmanuel Ntim, calciatore ghanese
- Moses Odjer, calciatore ghanese
- Amara Okereke, attrice teatrale britannica
- Yoshihito Ōmi, giocatore di football americano giapponese
- Gioelemaria Origlia, nuotatrice italiana
- Samuel Owusu, calciatore ghanese
- Vittorio Parigini, calciatore italiano
- Lorenzo Pellegrini, calciatore italiano
- Michail Pervolarakis, tennista cipriota
- Herra Hnetusmjör, rapper islandese
- Jeremy Reaves, giocatore di football americano statunitense
- Sergio Reguilón, calciatore spagnolo
- Andy Ruiz, calciatore guatemalteco
- Alaa Salah, attivista sudanese
- Michael Seaton, calciatore giamaicano
- Claudia Seidl, ex sciatrice alpina slovena
- Risa Shimizu, calciatrice giapponese
- Birnir, rapper islandese
- Udanta Singh, calciatore indiano
- Archana Soreng, attivista indiana
- Luke Spill, attore inglese
- Jarrett Stidham, giocatore di football americano statunitense
- Syro, cantante portoghese
- Samuel Tetteh, calciatore ghanese
- Ivan Toney, calciatore inglese
- Bianca Venier, ex sciatrice alpina austriaca
- Tomáš Vestenický, calciatore slovacco
- Luca Vignali, calciatore italiano
- Vojtěch Vorel, calciatore ceco
- Aleksandar Vukic, tennista australiano
- Tillie Walden, fumettista statunitense
- Lotta Udnes Weng, fondista norvegese
- Harry Winks, calciatore inglese
- Nilüfer Yanya, cantautrice inglese
- Elias Ymer, tennista svedese
- Masomah Ali Zada, ciclista su strada afghana
- Denis Zakaria, calciatore svizzero
- Zhang Zhizhen, tennista cinese
- Dominic Zwerger, hockeista su ghiaccio austriaco
- Denise Zöhrer, ex sciatrice alpina austriaca
- Jony, cantante russo